# El Ouldja, Relizane
El Ouldja là một đô thị thuộc tỉnh Relizane, Algérie. Dân số thời điểm năm 2002 là 3.968 người.